# Witold Osiński
Witold Jan Osiński (ur. 22 sierpnia 1958 w Warszawie) – polski specjalista w zakresie reżyserii muzycznej, profesor sztuk muzycznych, profesor w Katedrze Reżyserii Dźwięku Wydziału Reżyserii Dźwięku Uniwersytetu Muzycznego Fryderyka Chopina, profesor nadzwyczajny w Zakładzie Reżyserii Dźwięku Wydziału Kompozycji, Teorii Muzyki i Reżyserii Dźwięku Akademii Muzycznej im. Feliksa Nowowiejskiego w Bydgoszczy.

## Życiorys
W 1982 ukończył studia matematyczne na Uniwersytecie Warszawskim, a w 1989 studia reżyserii muzycznej w Akademii Muzycznej im. Fryderyka Chopina. 4 lipca 1996 obronił pracę doktorską, 16 grudnia 2002 uzyskał stopień doktora habilitowanego. 11 czerwca 2015 nadano mu tytuł profesora w zakresie sztuk muzycznych. Został zatrudniony na stanowisku profesora w Katedrze Reżyserii Dźwięku na Wydziale Reżyserii Dźwięku Akademii Muzycznej Fryderyka Chopina.
Jest profesorem zwyczajnym Katedry Reżyserii Dźwięku Wydziału Reżyserii Dźwięku Uniwersytetu Muzycznego Fryderyka Chopina, oraz profesorem nadzwyczajnym Zakładu Reżyserii Dźwięku Wydziału Kompozycji, Teorii Muzyki i Reżyserii Dźwięku Akademii Muzycznej im. Feliksa Nowowiejskiego w Bydgoszczy.
Prodziekan Wydziału Reżyserii Dźwięku Akademii Muzycznej Fryderyka Chopina w latach 2000–2005 i od 2012. Dziekan w latach 2005–2012.